# Cerro Verde, San Miguel Huautla
Cerro Verde är en ort i Mexiko.   Den ligger i kommunen San Miguel Huautla och delstaten Oaxaca, i den sydöstra delen av landet, 280 km sydost om huvudstaden Mexico City. Cerro Verde ligger 2 155 meter över havet och antalet invånare är 198.
Terrängen runt Cerro Verde är kuperad västerut, men österut är den bergig. Runt Cerro Verde är det ganska glesbefolkat, med 23 invånare per kvadratkilometer. Närmaste större samhälle är San Juan Bautista Cuicatlán, 18,1 km öster om Cerro Verde. Trakten runt Cerro Verde består i huvudsak av gräsmarker.